# Michael Sahl
Michael Sahl (Boston (Massachusetts), 2 september 1934 – 29 maart 2018) was een Amerikaans componist en pianist.

## Levensloop
Sahl kreeg als klein jongetje al pianolessen. De familie vertrok, toen hij 8 jaar was naar New York. Als een van zijn belangrijkste leraren noemt hij zelf Israel Citkowitz. Hij studeerde aan de Princeton-universiteit in Princeton (New Jersey) en aan de Berkshire School of Music in Pittsfield (Massachusetts). In 1954 kreeg hij een studiebeurs van de Fulbright Foundation en kon daarmee in Darmstadt tijdens de Darmstädter Ferienkurse für Neue Musik studeren. In 1963 kwam hij terug naar New York en werkte een tijdlang met Lukas Foss en de Buffalo Philharmonic Orchestra.
Als pianist behoorde hij verschillende avant-garde groepen aan. Aansluitend werd hij directeur van de WBAI-FM omroep studio's, nu een gedeelte van de Pacifica Radio Network.
Als componist schreef hij werken voor verschillende genres.

## Composities

### Werken voor orkest
- 2000 Ballads & Grooves for the Carinthia String Orchestrra, voor strijkorkest

### Werken voor harmonieorkest
- 1992-1993 Theme and variations
- 2007 Baby Music & Volcano Pie, voor harmonieorkest en strijkers

### Cantates
- 2007 Katrina - Voices of the Lost, cantate - tekst: Margaret Yard

### Muziektheater

#### Opera's
- 1975 Conjurer (met de componist Eric Salzman)
- 1976 Stauf (met de componist Eric Salzman)
- 1977 Civilization and its Discontents (met de componist Eric Salzman)
- 1978 Noah (met de componist Eric Eric Salzman)
- 1979 The Passion of Simple Simon (met de componist Eric Salzman)
- 1987 Dream Beach
- 1988 Boxes - libretto: van de componist en Eric Salzman
- 1992 Junkyard
- 1996 John Grace Ranter - libretto: van de componist en Margaret Yard
- 2004 Sally Anne; Home Sweet Home, 1 akte - libretto: Margaret Yard

#### Musical
- 2002 RIO - libretto: Nancy Manocherian - première: Theatre for New City 2002

#### Schouwspel
- 2004 Dinner & Delusion, incidentele muziek voor een komedie - tekst: Nancy Manocherian

### Vocale muziek
- 1990 Two Songs
- 1991 Blood Ferry, voor zangstem en piano

### Kamermuziek
- 1969 Strijkkwartet
- 1978 Symphony, voor synthesizer, slagwerk en piano
- 1979 Doina, voor viool en jazz-trio
- 1984 In the Woods, voor viool, piano, klarinet en contrabas
- 1985 The Milltown Gypsy Ball, voor viool solo, blazers en strijkers
- 1985 Storms, voor saxofoonkwartet en strijkkwartet
- 1987 Synthetic Dances (for "The Tango Project")
- 1992 Jungles, voor elektrische viool, elektrische gitaar, piano, contrabas en drumset
- 1993 Dancing in the Landscapes, voor strijkkwartet
- 1997 Piano Trio
- 1999 Piano Trio "Ghost Highway"
- 1999 Sonata, voor viool en piano
- 2000 Strijkkwartet
- 2002 Trio de Cafe, voor piano, accordeon en slagwerk
- 2005 Lost & Found, trio voor klarinet, baritonsaxofoon en piano
- 2006 Strijkkwartet "Cloud City"

### Werken voor piano
- 1972 Sonata
- 1982 Cocktail Wanderings
- 1984 Tango uit "Exiles' Cafe"
- 1991 Blues
- 1995 Serenades
- 2000 A Walk for Two Keyboards, voor twee piano's
- 2001 Sonata "Een Vlaamse Sonate" (opgedragen aan Geert Callaert)
- 2002 An Anarchist Dream, voor twee piano's

### Werken voor big band
- 1973 Symphony, voor big band
- 1983 Symphony 1983, voor big band en elektrische viool
- 1984 Exiles' Cafe, voor big band en viool
- 1999 Concerto, voor elektrische viool en big band

### Elektronische muziek
- Mitzvah for the Dead, voor viool en geluidsband

### Filmmuziek
- 1971 Hot Circuit
- 1976 Blood Bath
- 1976 The Incredible Torture Show
- 1984 Far from Poland
- 1987 Waiting for the Moon
- 1994 Roy Cohn/Jack Smith
- 1997 Silent